# Josip Šutalo
Josip Šutalo (ur. 28 lutego 2000 w Čapljinie) – chorwacki piłkarz, występujący na pozycji obrońcy, od sezonu 2023/2024 w holenderskim klubie AFC Ajax, reprezentant kraju. Brązowy medalista Mistrzostw Świata 2022. Uczestnik Mistrzostw Europy 2024.

## Kariera klubowa

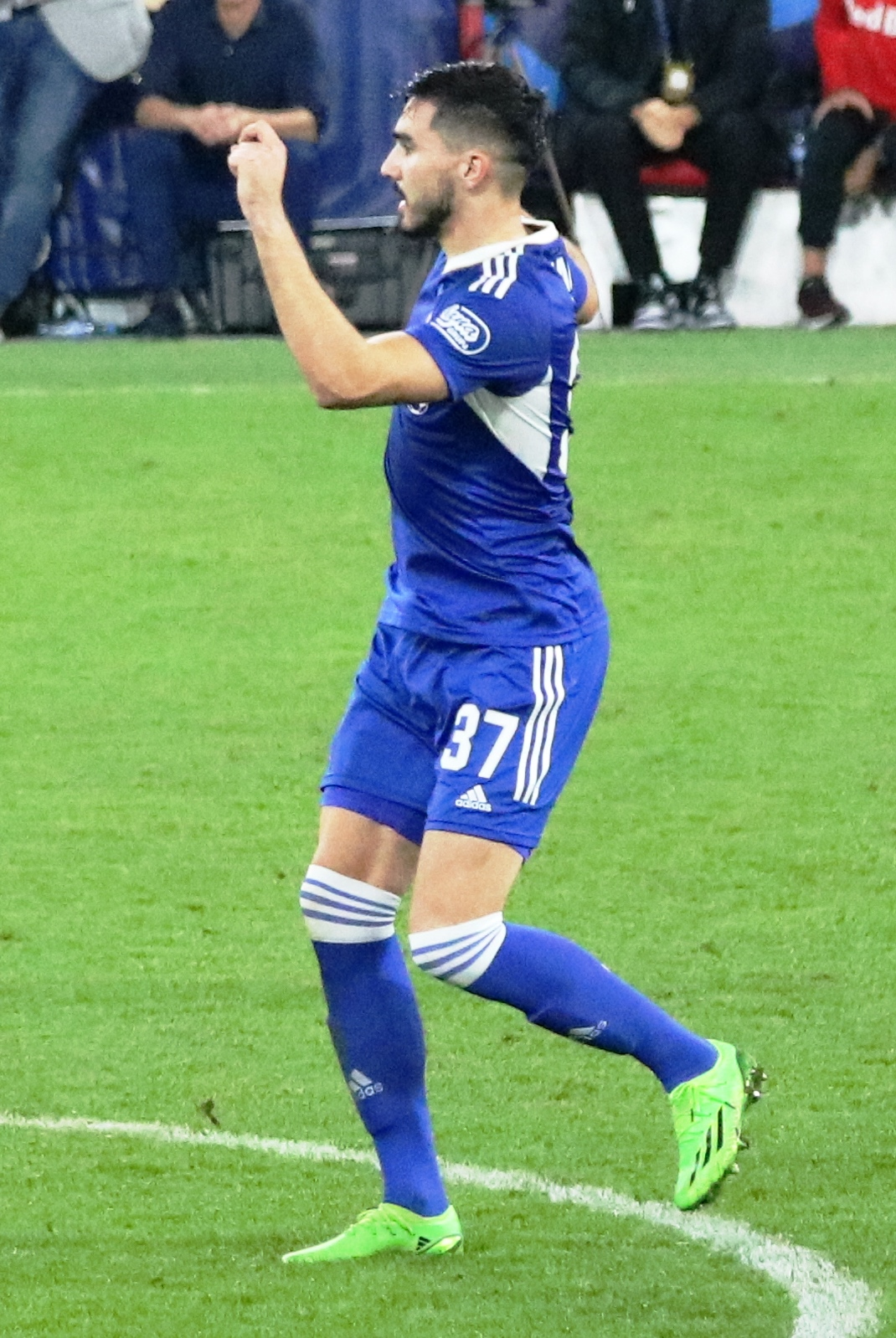
Šutalo jako zawodnik Dinama Zagrzeb w 2022

W lipcu 2014 Šutalo przeniósł się z NK Neretva Metković do młodzieżowej akademii Dinama Zagrzeb. 1 września 2018 zadebiutował w barwach Dinama Zagrzeb II w wygranym 3:1 meczu z Bijelo Brdo. 30 października 2019 zadebiutował w pierwszym zespole Dinama w wygranym 3:0 meczu z Opatiją w Pucharze Chorwacji. 1 lipca 2020 zadebiutował w Prva HNL w wygranym 1:0 meczu z Interem Zaprešić.
18 stycznia 2021 Šutalo dołączył do Istry 1961 na wypożyczenie do końca sezonu. Następnego dnia zadebiutował w lidze przeciwko Goricy, który zakończył się remisem 1:1. 19 maja zagrał w finale Pucharze Chorwacji, gdzie strzelił gola samobójczego. Jego drużyna przegrała 3:6 z Dinamem Zagrzeb.
Później wrócił do Dinama na sezon 2021/22. 23 lipca 2021 strzelił swojego pierwszego gola i zanotował asystę dla Dinama w wygranym 4:0 meczu z Hrvatskim Dragovoljacem. Zadebiutował w Lidze Europy 16 września, kiedy Dinamo przegrało 0:2 z West Hamem United. Pierwszego gola w tych rozgrywkach strzelił 4 listopada w wygranym 3:1 meczu z Rapidem Wiedeń. 6 września 2022 zadebiutował w Lidze Mistrzów w wygranym 1:0 meczu z Chelsea.
21 sierpnia 2023 Šutalo dołączył do grającego w Eredivisie Ajaxu, podpisując pięcioletni kontrakt. 3 września był kapitanem drużyny w swoim debiucie, bezbramkowym remisie z Fortuną Sittard.
(aktualne na 7 września 2023)
| Sezon   | Klub             | Kraj      | Rozgrywki                    | Mecze | Bramki |
| ------- | ---------------- | --------- | ---------------------------- | ----- | ------ |
| 2018/19 | Dinamo Zagrzeb B | Chorwacja | Prva nogometna liga          | 5     | 0      |
| 2019/20 | Dinamo Zagrzeb   | Chorwacja | Prva hrvatska nogometna liga | 4     | 0      |
| 2019/20 | Dinamo Zagrzeb B | Chorwacja | Prva nogometna liga          | 4     | 0      |
| 2020/21 | Dinamo Zagrzeb B | Chorwacja | Prva nogometna liga          | 6     | 0      |
| 2020/21 | Dinamo Zagrzeb   | Chorwacja | Prva hrvatska nogometna liga | 3     | 0      |
| 2020/21 | NK Istra 1961    | Chorwacja | Prva hrvatska nogometna liga | 22    | 0      |
| 2021/22 | Dinamo Zagrzeb   | Chorwacja | Prva hrvatska nogometna liga | 28    | 2      |
| 2022/23 | Dinamo Zagrzeb   | Chorwacja | Prva hrvatska nogometna liga | 27    | 2      |
| 2023/24 | Dinamo Zagrzeb   | Chorwacja | Prva hrvatska nogometna liga | 3     | 0      |
| 2023/24 | AFC Ajax         | Holandia  | Eredivisie                   | 1     | 0      |

## Kariera reprezentacyjna
Šutalo zadebiutował w reprezentacji Chorwacji 10 czerwca 2022 w wygranym 1:0 meczu z Danią w Lidze Narodów, znajdując się w wyjściowym składzie. 
17 grudnia 2022 zadebiutował w reprezentacji na dużym turnieju, w wygranym 2:1 meczu o trzecie miejsce z Marokiem na Mistrzostwach Świata. W dniu 5 czerwca 2023 znalazł się w ostatecznym składzie finałów Ligi Narodów UEFA 2023, grając w obu meczach, a Chorwacja zakończyła turniej na 2. miejscu. 
(aktualne na 7 września 2023)
| Mecze i gole w reprezentacji | Mecze i gole w reprezentacji | Mecze i gole w reprezentacji | Mecze i gole w reprezentacji | Mecze i gole w reprezentacji | Mecze i gole w reprezentacji | Mecze i gole w reprezentacji |
| #                            | Data                         | Miasto                       | Przeciwnik                   | Gol                          | Wynik                        | Rozgrywki                    |
| ---------------------------- | ---------------------------- | ---------------------------- | ---------------------------- | ---------------------------- | ---------------------------- | ---------------------------- |
| 1.                           | 10.06.2022                   | Kopenhaga                    | Dania                        |                              | 1:0                          | Liga Narodów 2022/23         |
| 2.                           | 13.06.2022                   | Paryż                        | Francja                      |                              | 1:0                          | Liga Narodów 2022/23         |
| 3.                           | 22.09.2022                   | Zagrzeb                      | Dania                        |                              | 2:1                          | Liga Narodów 2022/23         |
| 4.                           | 17.12.2022                   | Ar-Rajjan                    | Maroko                       |                              | 2:1                          | MŚ 2022                      |
| 5.                           | 25.03.2023                   | Split                        | Walia                        |                              | 1:1                          | El. ME 2024                  |
| 6.                           | 28.03.2023                   | Bursa                        | Turcja                       |                              | 2:0                          | El. ME 2024                  |
| 7.                           | 14.06.2023                   | Rotterdam                    | Holandia                     |                              | 4:2                          | Liga Narodów 2022/23         |
| 8.                           | 18.06.2023                   | Rotterdam                    | Hiszpania                    |                              | 0:0                          | Liga Narodów 2022/23         |

## Sukcesy
Chorwacja
- Mistrzostwa Świata: 2022 (3. miejsce)
- Liga Narodów (1): 2022/23 (2. miejsce)

Dinamo Zagrzeb
- Mistrzostwo Chorwacji (4): 2019/20, 2020/21, 2021/22, 2022/23
- Puchar Chorwacji (1): 2020/21